# Tristan Corbière

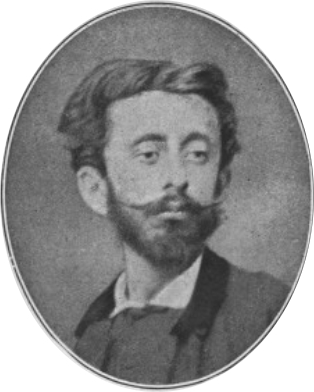
Tristan Corbiere.

Tristan Corbière, född som Édouard-Joachim Corbière den 18 juli 1845 i Ploujean, död 1 mars 1875 på samma plats i tuberkulos, var en fransk poet av bretonskt ursprung som brukar hänföras till de franska symbolisterna, tillika dekadenterna. Sin enda bok, Les Amours jaunes, gav han ut på eget förlag 1873. Detta verk förblev obemärkt tills Paul Verlaine skrev om det och dess upphovsman i sin essäbok De fördömda poeterna (Les poètes maudits 1884). I fransk skönlitteratur framstod Tristan Corbière som en förebild, tillsammans med Arthur Rimbaud, för den fiktive huvudpersonen i Joris-Karl Huysmans roman Mot strömmen (1884). André Breton tog med dikten Litanie du sommeil i sin antologi om svart humor, Anthologie de l'humour noir (1940). I sin presentation skrev han bland annat: "Utan tvivel var det med Les Amours jaunes som verbal automatism för första gången gjorde sitt inträde i fransk poesi." Tristan Corbières poesi sägs ha haft ett visst inflytande också inom engelskspråkig poesi. T.S. Eliot refererar till Corbière vid ett flertal tillfällen i sina verk. På svenska finns dikten Brev från Mexico översatt av Sven Collberg i antologin Världens bästa lyrik (1961).